# 神戸三田プレミアム・アウトレット
神戸三田プレミアム・アウトレット（こうべさんだプレミアム・アウトレット、Kobe-Sanda Premium Outlets）は、兵庫県神戸市北区の神戸リサーチパーク上津台内に位置する三菱地所・サイモンのアウトレットモールである。

## 概要
2007年7月6日に開業。同社の公式サイトによれば、パサディナが施設のモデルになっているという。第3期増設（2012年12月12日会員向けプレセール、13日オープン）により店舗数が220となり、アウトレットモールの店舗面積順位で、国内第2位（西日本最大）となった。
商圏は近畿圏2府4県に留まらず、岡山県、香川県、徳島県、鳥取県東部、三重県伊賀、福井県若狭といった広範なエリアも狙いとしている。

## 交通アクセス

### 自家用車
周囲を3本の高速道路（中国道、山陽道及び六甲北道路）に囲まれており、自家用車によるアクセスの利便性に富んでいる。公式サイトにおいては、新神戸トンネル有料道路、東大阪ジャンクション、京都南インターチェンジ、舞鶴東インターチェンジ、鳴門インターチェンジ及び岡山インターチェンジから、当施設に近い長尾ランプ及び神戸三田インターチェンジまでの案内が記載されている。また2014年7月20日、舞鶴若狭道が全線開通した事により北陸方面からのアクセスも良くなり、福井インターチェンジからの案内も掲載されている。尚、駐車場は広大な敷地を有効活用した平面駐車場及び増床に合わせて新たに建設された立体駐車場があり無料開放されている。また併設されているイオンモール神戸北とは同施設間を行き来できる歩行者専用陸橋（デッキ）で結ばれている為、どちらの駐車場に停めても両施設の利用ができるように配慮されている。

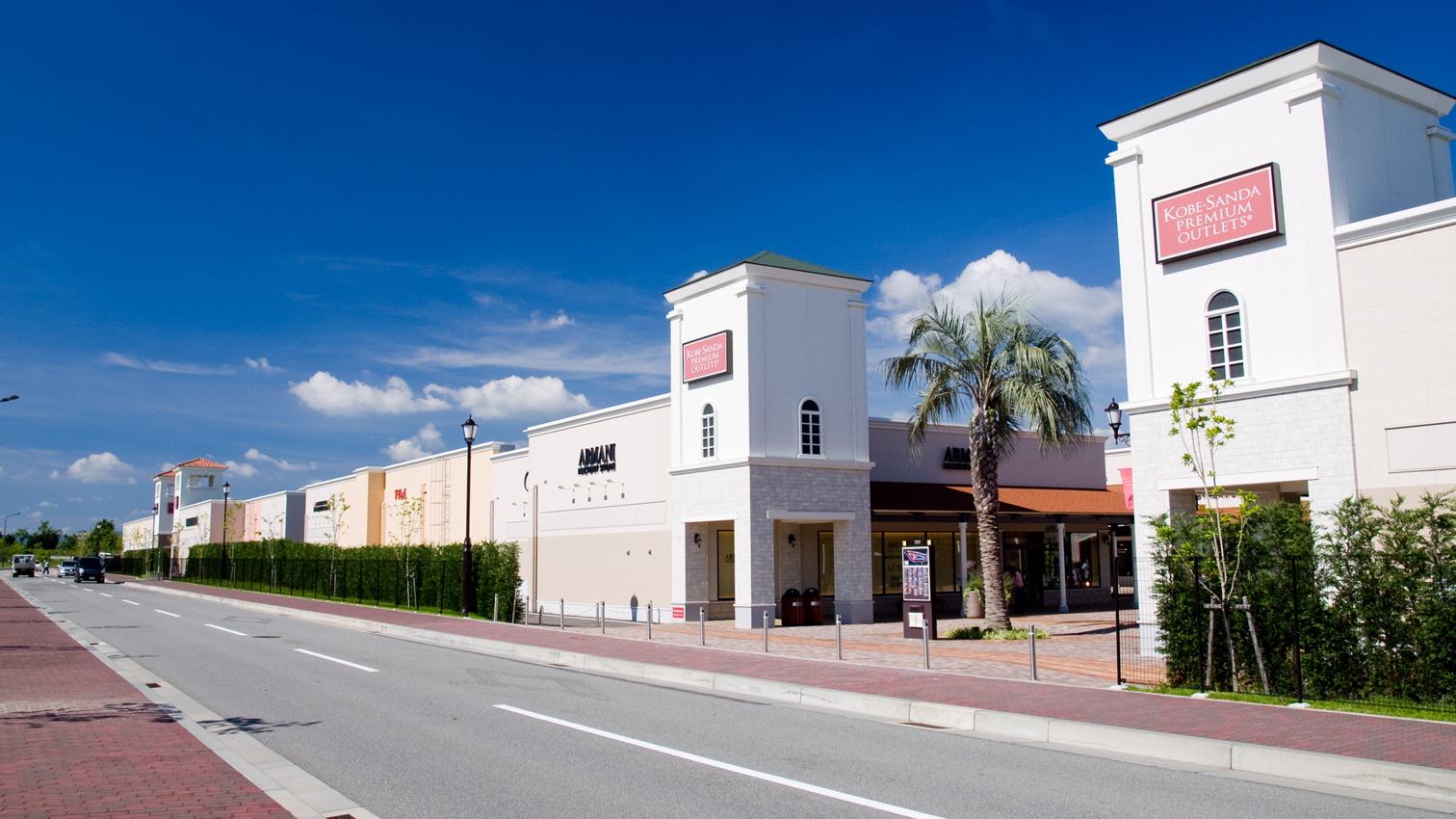
外観

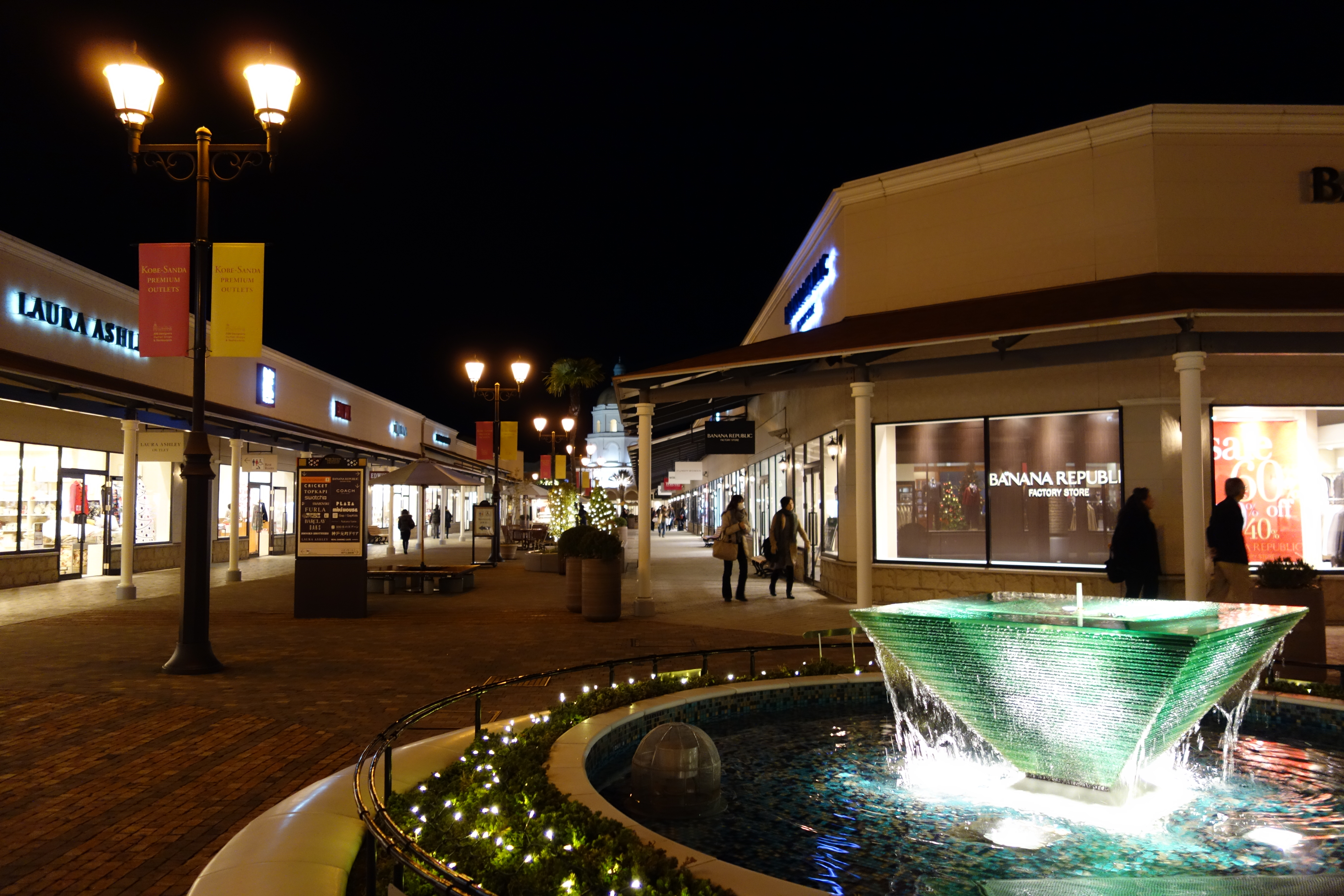
夜景（2012年12月）

### 鉄道
鉄道での最寄り駅は、直線距離では、道場南口駅だが、一般的には西日本旅客鉄道（JR西日本）三田駅･神戸電鉄三田駅となる。他にJR新三田駅、神戸電鉄神鉄道場駅、岡場駅なども周辺駅となり、下記の直行バスの運行があるが、三田駅からの神姫バス本数が最多である。

### バス
- 三田駅（5番乗り場）及び新大阪駅、大阪梅田、三ノ宮駅（神姫バス神戸三宮バスターミナル）、新神戸駅、岡場駅、神鉄道場駅から当施設まで神姫バスによる路線バス
- 有馬温泉から当施設まで神姫バスによる路線バス（土曜・日曜・祝日のみ運行）
- なんばOCAT（なんば）から直行バス（近鉄バス、2011年7月16日よりあべの橋に延伸）
- 大阪駅JR高速バスターミナルから直行バス（西日本ジェイアールバス）
- 京都駅から直行バス「神戸三田プレミアム・アウトレット京都号」（西日本ジェイアールバス）
- その他岡山市から両備バス、徳島市から徳島バス香川県内から琴平バス（新日本ツーリスト主催）、出雲市・米子市から一畑バス（一畑トラベルサービス主催）によるバスツアーがある。
- 中国ハイウェイバス 長尾バスストップ(中国道)まで約2km。

## 近隣施設
- イオンモール神戸北（道路を挟んだ向かいに隣接し、連絡橋で相互に直結）
- 道の駅神戸フルーツ・フラワーパーク大沢
- 兵庫県立人と自然の博物館